# Syncordulia gracilis
Syncordulia gracilis là loài chuồn chuồn trong họ Synthemistidae. Loài này được Burmeister mô tả khoa học đầu tiên năm 1839.

## Hình ảnh

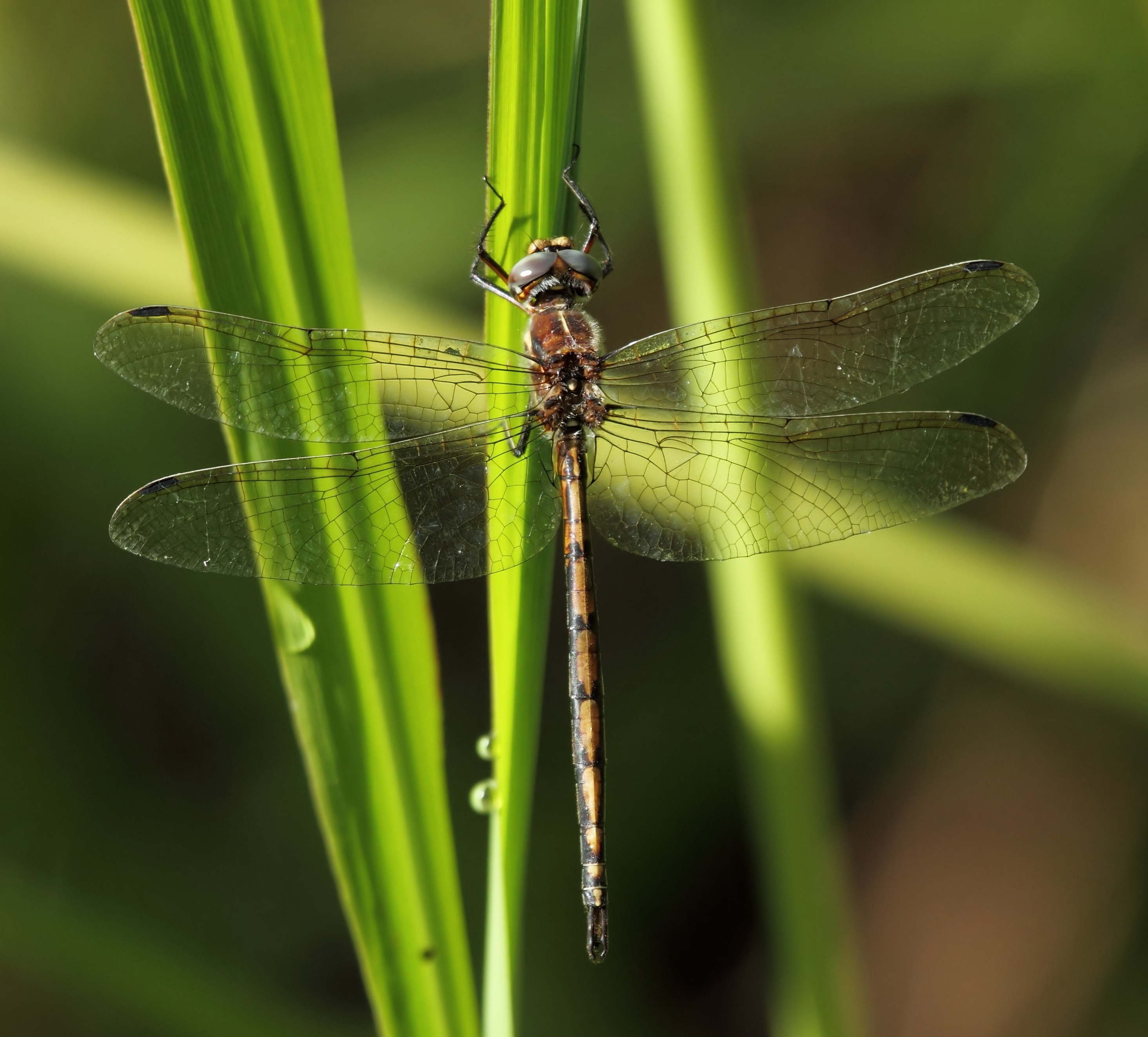